# Raymond Dumont
Pour les articles homonymes, voir Dumont.
Raymond Dumont, né le 13 octobre 1925 et mort le 9 mai 2009, est un homme politique français, membre du Parti communiste français.

## Biographie
Raymond Dumont exerce la profession d'instituteur. Il adhère à la Jeunesse communiste en 1944, puis au Parti communiste français en 1945.
il assume un premier mandat électif de 1959 à 1965 comme conseiller municipal de Saint-Étienne-au-Mont. Il se présente ensuite aux élections sénatoriales de 1974, mais la liste ne récolte qu'un siège qui revient à Léandre Létoquart. À la démission de ce dernier le 1er octobre 1978, Raymond  Dumont, son suivant de liste, devient sénateur. Il s'inscrit au groupe communiste. Il est réélu le 25 septembre 1983.
Il est secrétaire de la commission des affaires économiques. À la fin de son mandat, il est membre de la commission des affaires économiques, membre de la délégation pour la planification.
Il donne sa démission et termine son mandat le 2 octobre 1984.
Il se retire à Dauphin (Alpes-de-Haute-Provence) et est élu conseiller municipal de 1989 à 1995.

## Détail des fonctions et des mandats
Mandat parlementaire
- 1er octobre 1978 - 2 octobre 1984 : Sénateur du Pas-de-Calais

Mandats locaux
- 1959-1965 : Conseiller municipal de Saint-Étienne-au-Mont.
- 1989-1995 : Conseiller municipal de Dauphin